# Rob Alexander
Rob Alexander – kanadyjski historyk, profesor na University of Victoria.
Ukończył studia licencjackie (BA) (przedmiot: historia, specjalizacja: nauki polityczne, literatura angielska i rosyjska) na University of Western Ontario. Następnie uzyskał magisterium (MA) w Toronto, studiując historię Francji i Wielkiej Brytanii. Następnie przeniósł się do Cambridge. Prowadził też badania w Paryżu.
W 1988 został zatrudniony na University of Victoria, w 1991 został starszym wykładowcą (associate professor), a w 2002 profesorem (full professor). Trzy pierwsze książki poświęcił historii Francji, czwartą historii Europy.

## Książki
- Bonapartism and Revolutionary Tradition in France (Cambridge: University Press, 1991).
- Napoleon (London: Arnold, 2001). Część serii "Reputations".
- Re-Writing the French Revolutionary Tradition in France (Cambridge: University Press, 2003).
- Europe's Uncertain Path 1814-1914: State Formation and Civil Society (Oxford: Wiley-Blackwell, 2012)

## Artykuły i rozdziały w monografiach
- “Restoration Republicanism Reconsidered,”  French History , v. 8, n. 4 (Dec. 1994), s. 442-69.
- “Napoleon Bonaparte and the French Revolution,” w: P. Pilbeam (red.), Themes in Modern European History, 1780-1830 (London: Routledge, 1995), s. 40-64.
- “No, Minister: French Restoration Rejection of Authoritarianism,” w: D. Laven, L. Riall (red.), Napoleon's Legacy (Oxford: Berg, 2000), s. 29-47.
- “The Hero as Houdini: Napoleon and Nineteenth-Century Bonapartism”,  Modern and Contemporary France , 8, n. 4 (Nov. 2000), s. 457-67.
- "Benjamin Constant as a Restoration Politician", w: Helena Rosenblatt (red.), The Cambridge Companion to Constant (Cambridge: University Press, 2009), s. 146-70.